# 金創医
金創医（きんそうい、類義語：金瘡医）は、16世紀中頃に戦闘における刀・槍・弓矢・鉄砲等における負傷者の創傷治療を専門とする外科術を施す者をいう。金創（金瘡）とは、かたな傷の意。

## 概要
南北朝時代の戦乱期に、戦闘に従事した僧侶が施した医療が、金創医の始まりだと言われている。初期の金創医学書には1357年の『金創治療紗』(著者不明。日本研宗田文庫所蔵)と1391年の『鬼法』（小路範実著）の2つがある。金創が発達した理由には14世紀以降の戦乱期は全国的な騒乱が起こったため治療の必需性が激増したこと、従来の刀、薙刀に加え石、木、礫、棒、さらに槍（1334年に初出）も多用され負傷者が激増したことがあげられる。ルイス・フロイスが1585年に執筆した『日欧風習対照』では「１．我々ヨーロッパ人は傷を縫う、日本人は傷口に膠（ニカワ＝ゼラチン）を塗った紙片（湿布）を張り付ける。２．我々が布で行うすべての治療に日本人は紙を用いる。３．我々の間では膿痬を焼灼で焼く（焼灼止血法）。日本人は我々の過酷な外科処置よりも死を選らぶ」と描写している。
平和な世になると、金創医の技術を出産を助ける産婦人科学医療に流用するようになった。

## 流派
- 善鬼流 - 白朝散を用いることを特徴とする [6]。内服薬として用いる薬は白朝散のみであり、総合的な処方として用いられていた[6]。戦地では生薬の入手が困難なため白朝散の分量の増減、または白朝散に生薬を加えることで治療を行っていた[6]。善鬼流は江戸自体には途切れるが白朝散を構成する四物湯などのは薬剤は婦人科領域で売薬として広く用いられたり，幅広い適応をもつ万能薬的な処方に発展した[6]。
- 伴越前流 - 太白散を用いることを特徴とする[6]。
- 尼子流 - 白朝散、太白散をはじめ、安全愈傷散を用いる[6]。
- 鷹取流 - 播磨国の金創医の流派。金創医の技術を書き残した『外療新明集』（著：鷹取秀次(甚右衛門尉)）[7]、『外療細塹』などを刊行した[8]。